# Dvorak (tangentbordslayout)

Amerikansk version av Dvorak Simplified Keyboard.

Dvorak är en tangentbordsutformning avsedd att förbättra ergonomi och öka skrivhastighet med skrivmaskin. 
År 1936 tog August Dvorak (1894–1975) patent på en ny utformning av tangenterna av en skrivmaskin. Dvorak ansåg att tangentbordets optimala formgivning skulle baseras på sekvenser av flera bokstäver. Han arbetade i 12 år med statistik och studier inom psykologi och fysiologi.[källa behövs] Det slutliga systemet, som Dvorak namngav The Simplified Keyboard och som blev känt som Dvorak Simplified Keyboard, kallas idag enbart Dvorak. Med Dvoraks utformning påstås skrivhastigheten kunna ökas med upp till 300 % jämfört med standardtangentbordet som använder QWERTY.
Tangentbordets formgivning bygger på att vokaler och konsonanter ska ligga på olika sidor av tangentbordet. Detta ska medföra att båda händerna oftare kan användas samtidigt. Dvorak placerade även de oftast förekommande bokstäverna i det engelska alfabetet på den mittersta raden för att minska behovet att flytta händerna i höjdled. 
Dvorak har inte fått någon större spridning. Det används främst av programmerings- och skrivmaskinsentusiaster, däribland världens snabbaste skrivmaskinist, Barbara Blackburn, som använde Dvorak sedan 1930-talet.

## Svenska versioner
Det finns flera svenska utformningar baserade på Dvorak. Dessa svenska versioner skiljer sig huvudsakligen sinsemellan i de kompromisser de gjort, mellan att anpassa tangentbordet till svenska och att hålla sig så nära som möjligt till grundprinciperna.
- Svorak skiljer sig från den amerikanska standarden genom att Å, Ä och Ö finns på platserna för apostrof, komma och punkt. Dessa symboler är istället placerade på andra ställen på tangentbordet.
- Svdvorak behåller den amerikanska standardens punkt- och kommaplacering och är identisk med den motsvarande norska standarden, som placerar Å, Ä och Ö längst ut till vänster.[4]
- Swedish Dvorak Keyboard Layout är likt Svorak, men med skillnad att bokstaven Q har flyttats från den nedersta raden för att lämna plats för punkt och komma.
- Swedish Dvorak av Thomas Lundqvist följer, liksom Svdvorak, den norska standarden, men har kommatecken och punkt på samma ställe som i den amerikanska standarden. Även andra tecken behåller samma position från den amerikanska standarden, såsom parenteser och kolon.

## Enhandsversioner

Dvorak för vänster hand

Dvorak för höger hand

Det finns även Dvorakversioner för skrivning med en hand, vilket QWERTY-tangentbord inte är anpassat för. Dessa finns för både vänster och höger hand.